# المتحف العالمي
المتحف العالمي هو متحف كبير يقع في ليفربول بإنجلترا يضم مجموعات واسعة تغطي علم الآثار وعلم السلالات والعلوم الطبيعية والفيزيائية. مناطق الجذب الخاصة في المتحف هي مركز التاريخ الطبيعي والقبة السماوية. الدخول إلى المتحف مجاني. المتحف جزء من متاحف ليفربول الوطنية.